# Phalcoboenus carunculatus
Il caracara caruncolato (Phalcoboenus carunculatus Des Murs, 1853) è una specie di Rapace della famiglia dei Falconidi.
È diffuso a sud della Colombia e nella maggior parte della regione andina equatoriale.Il suo habitat naturale è costituito dalle praterie tropicali o subtropicali di alta quota (Páramo), tra i 3000 e i 4200 metri.
Abbonda particolarmente in alcune zone della sua area di distribuzione. Si tratta di un uccello sedentario che effettua i suoi spostamenti dopo la stagione della riproduzione. Si può osservare generalmente in gruppi composti da sette a quaranta individui, anche se talvolta è possibile osservare individui isolati.
Costruisce il suo nido nelle fessure tra le rocce o sui rami degli alberi.

## Dieta
Benché si tratti di un uccello saprofago, come le altre specie di Caracara, si nutre principalmente anche di vermi, semi, piccoli vertebrati e artropodi.Passa molto tempo a terra in cerca di cibo.

## Descrizione
È lungo tra 51 e 56 cm. L'aspetto degli esemplari adulti è simile a quello del Caracara di montagna (Phalcoboenus megalopterus) ma si differenzia da questo per il petto ed il ventre bianchi con chiazze di colore grigio scuro o nero.
Negli esemplari più giovani il piumaggio è marrone, il becco scuro e le zampe sono di colore biancastro.